# Textos de Guodian

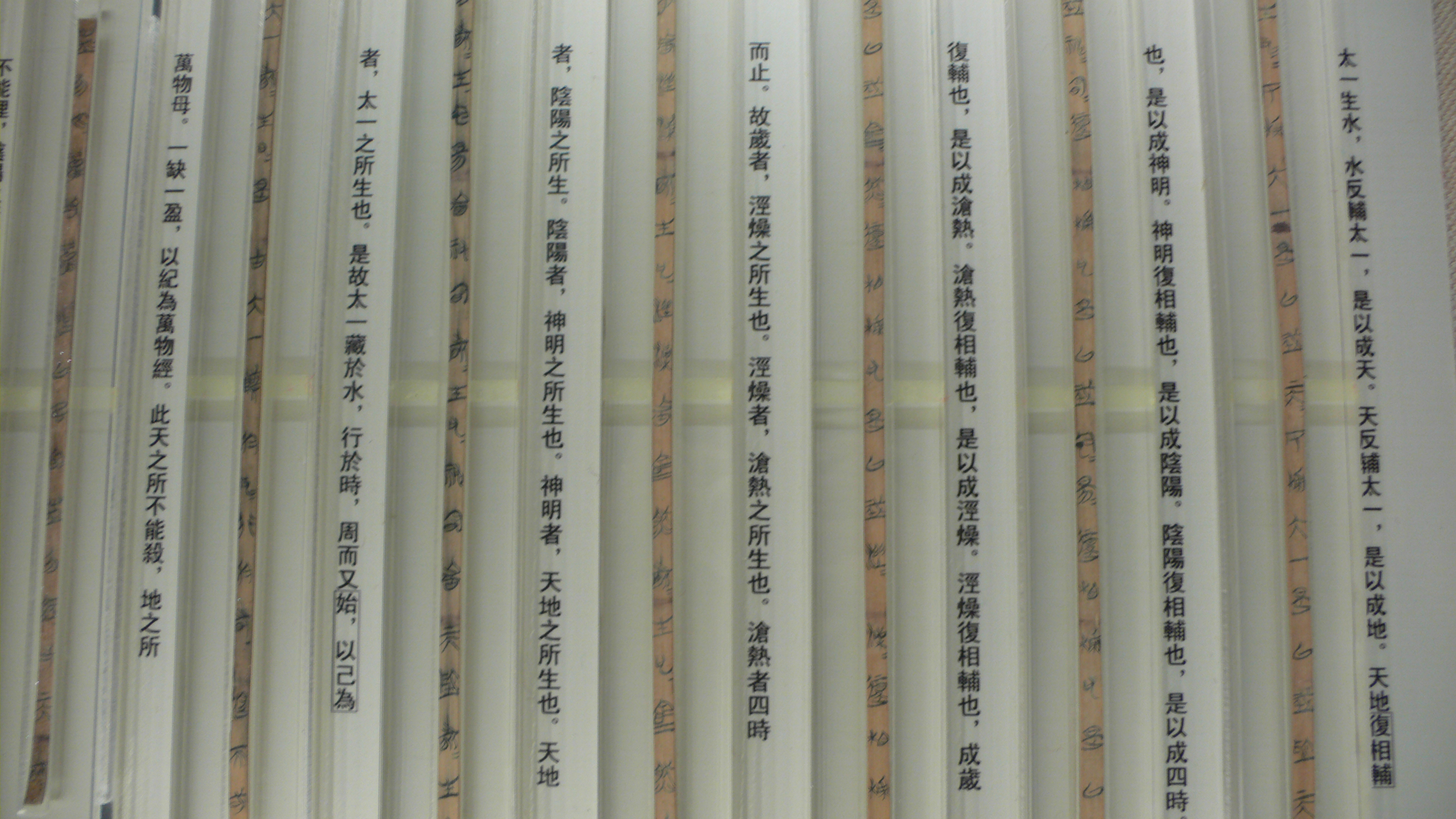
Vista parcial de los textos de Guodian (con descripción y explicación lateral en blanco) en el Museo Provincial de Hubei.

Los Textos en bambú de Guodian (chino: 郭店) son textos escritos sobre tablillas de bambú descubiertos en octubre de 1993 al excavar una antigua tumba en el centro de China.

## Hallazgo
La tumba está ubicada en la aldea de Guodian, municipalidad de Jingmen, provincia de Hubei. A nueve kilómetros se encuentra Jinan (Ying), antigua capital del Estado de Chu. La ubicación es un antiguo cementerio de Ying.
La primera tumba que fue excavada resultó ser un descubrimiento de enorme importancia en el campo de los estudios taoístas. Los arqueólogos hallaron entre los objetos habituales una gran cantidad de textos escritos sobre tablillas de bambú, entre ellos una copia del Dàodé jīng. Dado que la tumba fue sellada probablemente a finales del siglo IV a. C., aquella copia del librito de Lao-Tse era la más antigua de las conocidas hasta la fecha.
Según arqueólogos e historiadores la persona enterrada parecía ser un noble de rango inferior y gran erudición, habida cuenta de la gran cantidad de textos filosóficos hallados. Quince textos más, además del Lao zi. Setecientas treinta tablillas escritas en bambú, setenta y una del Lao zi, el resto son textos confucianos.

## Lao zide Guodian
Las setenta y una tablillas del Lao zi de Guodian solo recogen parcialmente el Lao zi ya conocido. De los 81 capítulos de este último, se recogen 31, siendo 16 los que se hallan completos. Sin embargo, esta circunstancia ha generado dos posturas divergentes e irresolubles entre los investigadores:
- Unos sostienen que los capítulos que faltan se han perdido.
- Otros, que realmente nos hallaríamos ante un texto completo, el más antiguo hasta el momento y el mejor y más fiel reflejo del pensamiento primigenio de la filosofía taoísta. Los Textos de Mawangdui y las versiones posteriores incluirían realmente extensas adiciones a un Texto primitivo, el Lao zi de Guodian propiamente dicho.

Las tablillas fueron halladas agrupadas en tres haces, distintos en longitud y tipo de escritura. La obra estaría así bien diferenciada en tres partes, sin título, denominándose convencionalmente en occidente A, B y C.

### El Gran Uno
La segunda mitad del libro C es un texto taoísta sin título totalmente desconocido (es así denominado porque comienza con la frase "El Gran Uno engendró el agua"), mayoritariamente considerado como parte del primigenio Lao zi.

## Contenido
| Número | Chino              | Castellano                                |
| ------ | ------------------ | ----------------------------------------- |
| 1-3    | 老子甲、乙、丙     | Lao zi A, B & C                           |
| 4      | 太一生水           | El Gran Uno                               |
| 5      | 緇衣               | Túnicas negras                            |
| 6      | 魯穆公問子思       | El duque Mu de Lu pregunta a Zisi         |
| 7      | 窮達以時           | La miseria y el éxito dependen de la edad |
| 8      | 唐虞之道           | El camino de Tang y Yu                    |
| 9      | 五行               | Las cinco conductas                       |
| 10     | 忠信之道           | El camino de la lealtad y la buena fe     |
| 11     | 成之聞之           | El sabio es de virtudes divinas           |
| 12     | 尊德義             | Reverenciar la virtud y el decoro         |
| 13     | 性自命出           | Recetas para alimentar la vida            |
| 14     | 六德               | Las seis virtudes                         |
| 15-18  | 語叢一、二、三、四 | Aforismos 1, 2, 3 & 4                     |

## Edición en castellano
- Lao Tse (2006). «El Lao zi de Guodian. Libros A, B y C. El gran Uno. Fragmentos A, B y C». Tao Te Ching. Los libros del Tao. Edición y traducción del chino de Iñaki Preciado Idoeta (Tercera edición). Madrid: Editorial Trotta. pp. 145-215. ISBN 9788481648355.